# Ratina (Tampere)
Pour les articles homonymes, voir Ratina.
Ratina est le quartier numéro 13 (finnois : Kaupunginosa XIII)  de Tampere en Finlande.

## Description
Ratina est un quartier du centre de Tampere, à l'est des rapides Tammerkoski.
Le quartier est composé d'une péninsule appelée Ratinanniemi, qui est entourée sur trois côtés par Ratinansuvanto et Viinikanlahti.
Le stade de Ratina de Ratina et la gare routière de Tampere, entre autres, sont situés à Ratina.
Au nord de Ratina se trouve également le Koskikeskus.

## Ratinaranta
Ratinanranta est la partie de Ratina située au sud de la rue Tampereen valtatie, qui a longtemps servi de zone de loisirs et d'usine. 
Sa transformation en un quartier résidentiel dense de 1 000 habitants a commencé en 2008, et les derniers bâtiments résidentiels du côté est de Voimakatu ont été achevés au début des années 2010.
Le siège social de Tampereen Sähkölaitos opère dans les locaux de l'ancienne centrale électrique. La maison de retraite de l'Armée du Salut fonctionnait également dans la zone, avant que ses activités soient transférées à Hervanta.

Ratinanranta.

## Transports
Entre Ratinanniemi et Laukontori se trouve un pont à faible trafic appelé Laukonsilta, qui réduit considérablement le temps de trajet vers le centre-ville. 
L'autoroute de Tampere est bien reliée à l'autoroute Helsinki-Tampere et le long de celle-ci également à la voie périphérique de Tampere, et via le pont Ratina et Hämeenpuisto à la route nationale 12.

## Galerie

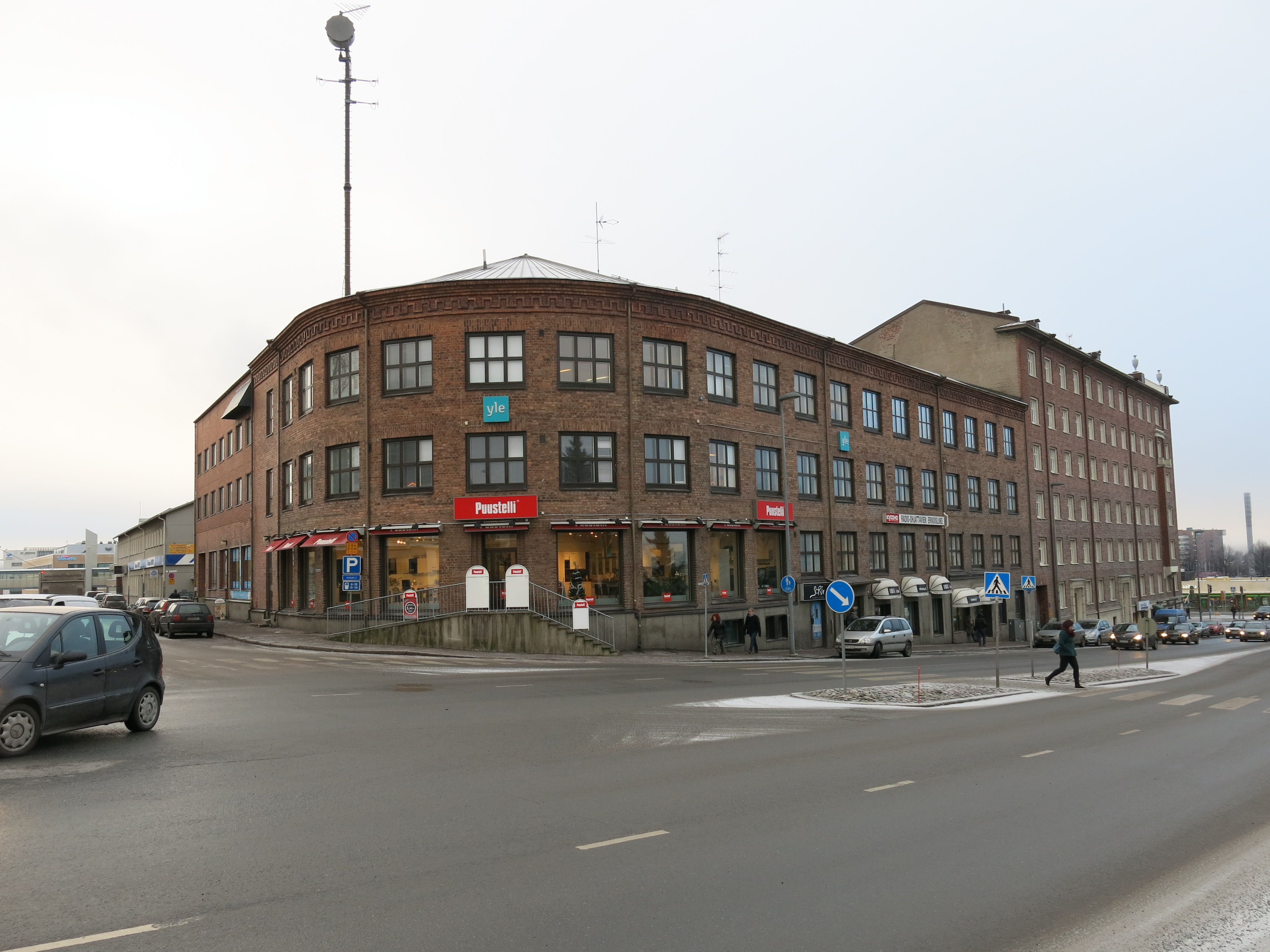
Immeuble Hoppakauppa
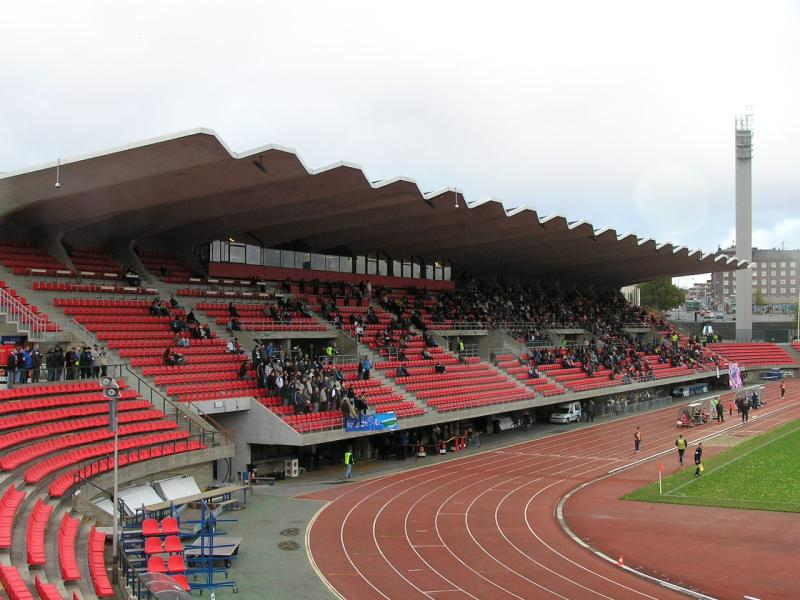
Stade de Ratina
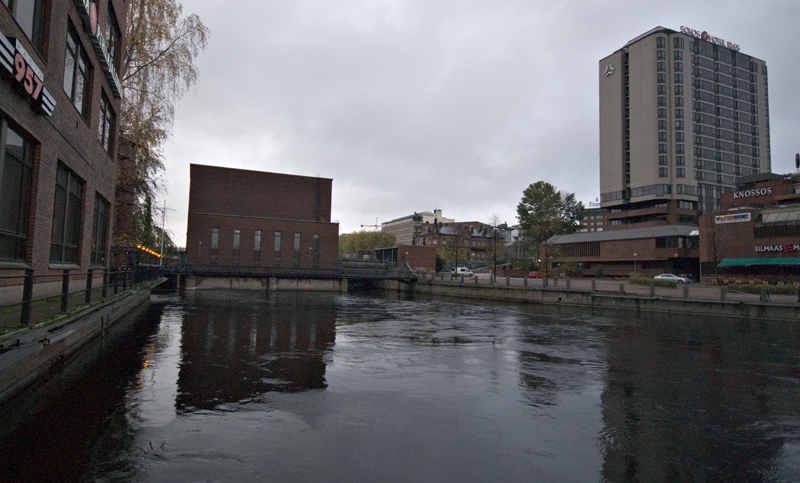
Barrage de Ratina et l'hôtel Ilves à droite.
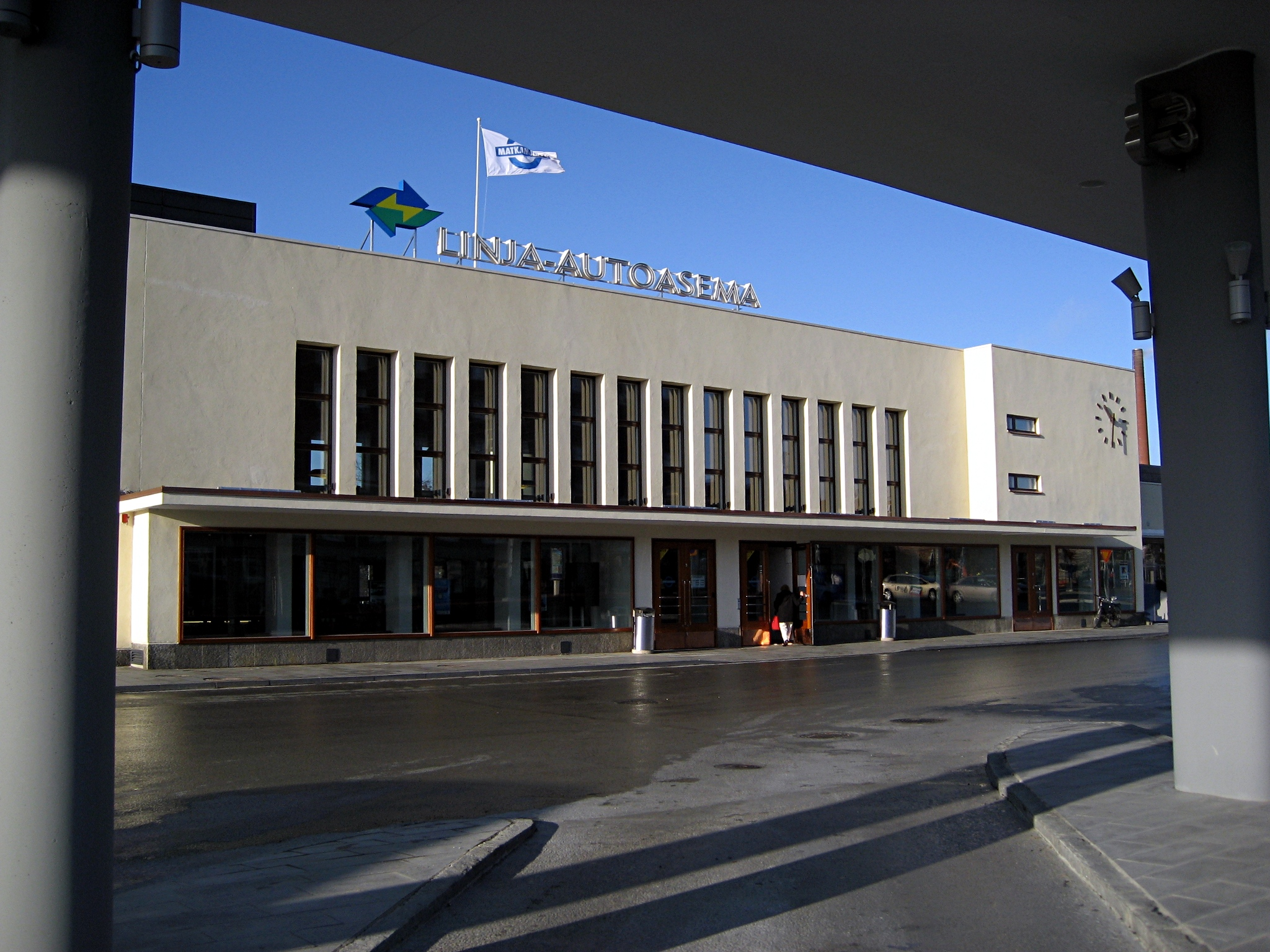
Gare routière de Tampere

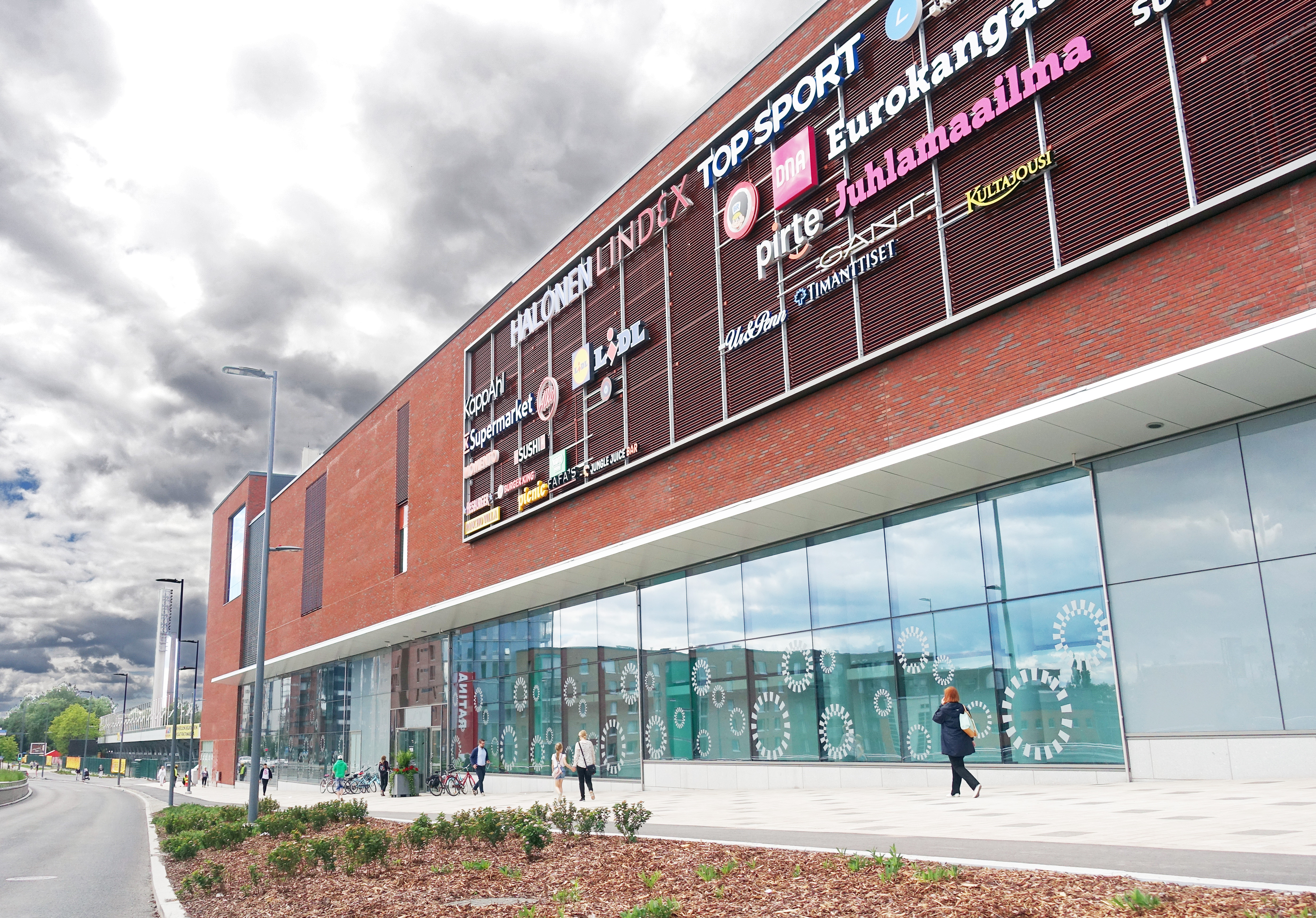
Centre commercial Ratina.
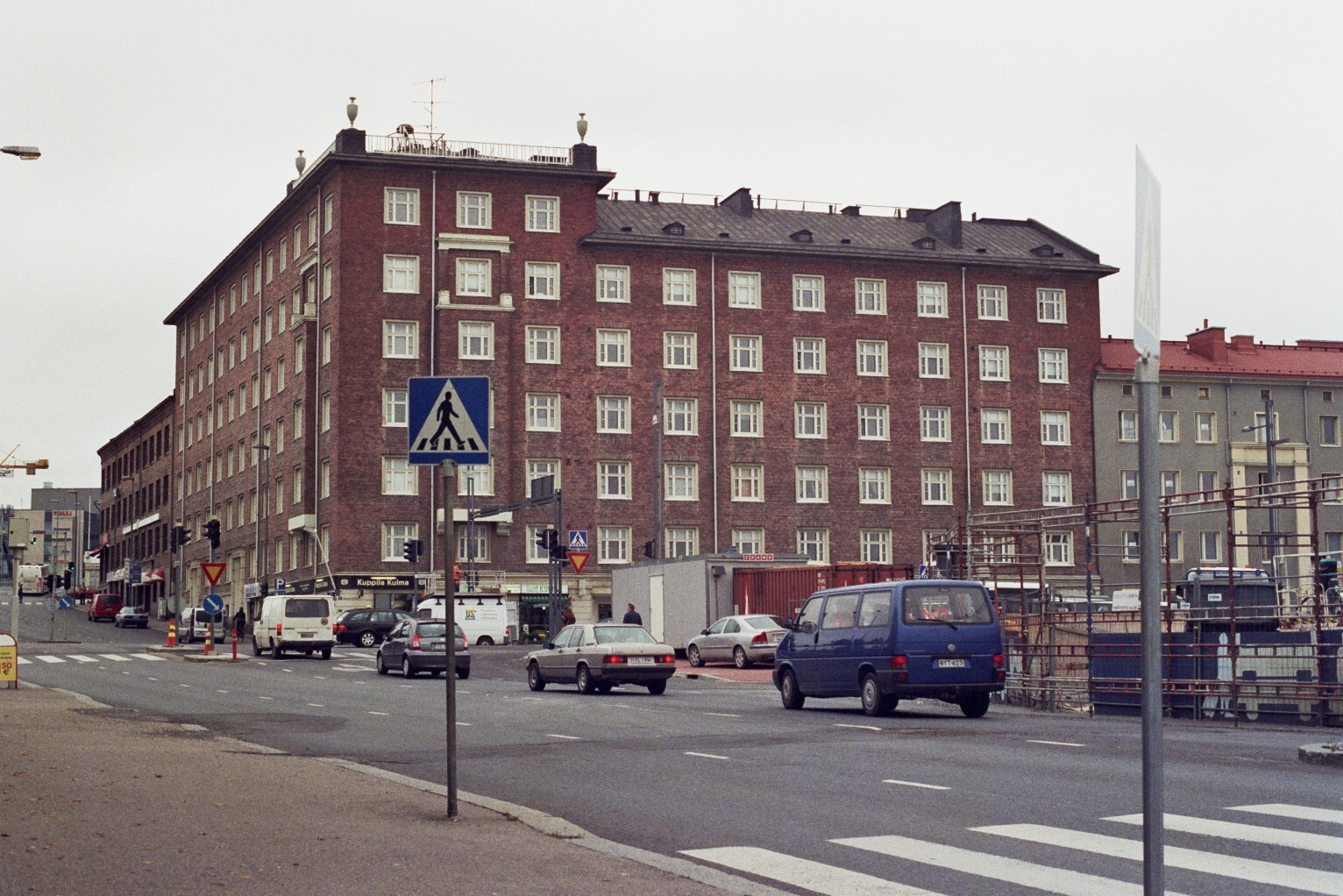
Route d'Hatanpää
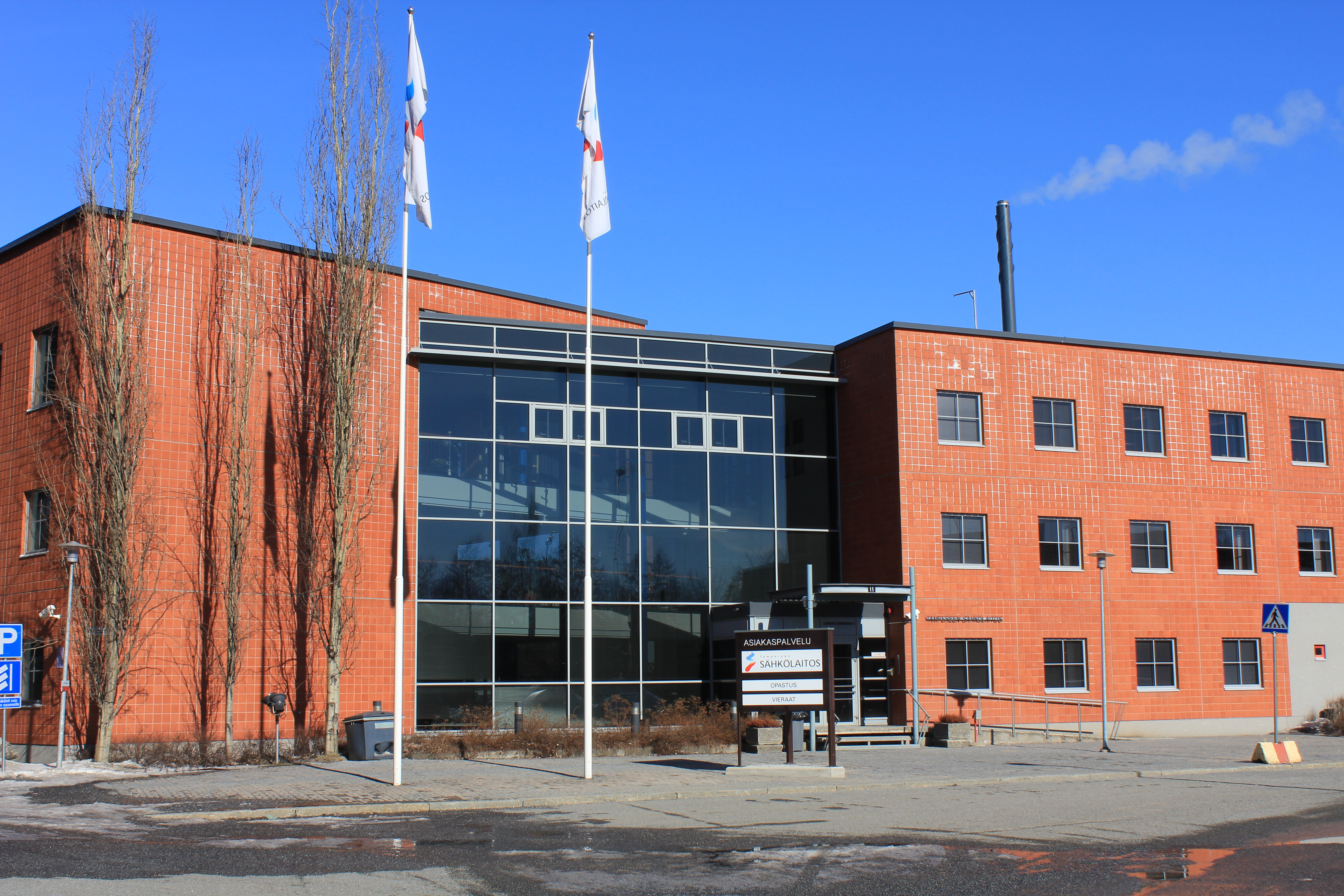
Tampereen Sähkölaitos
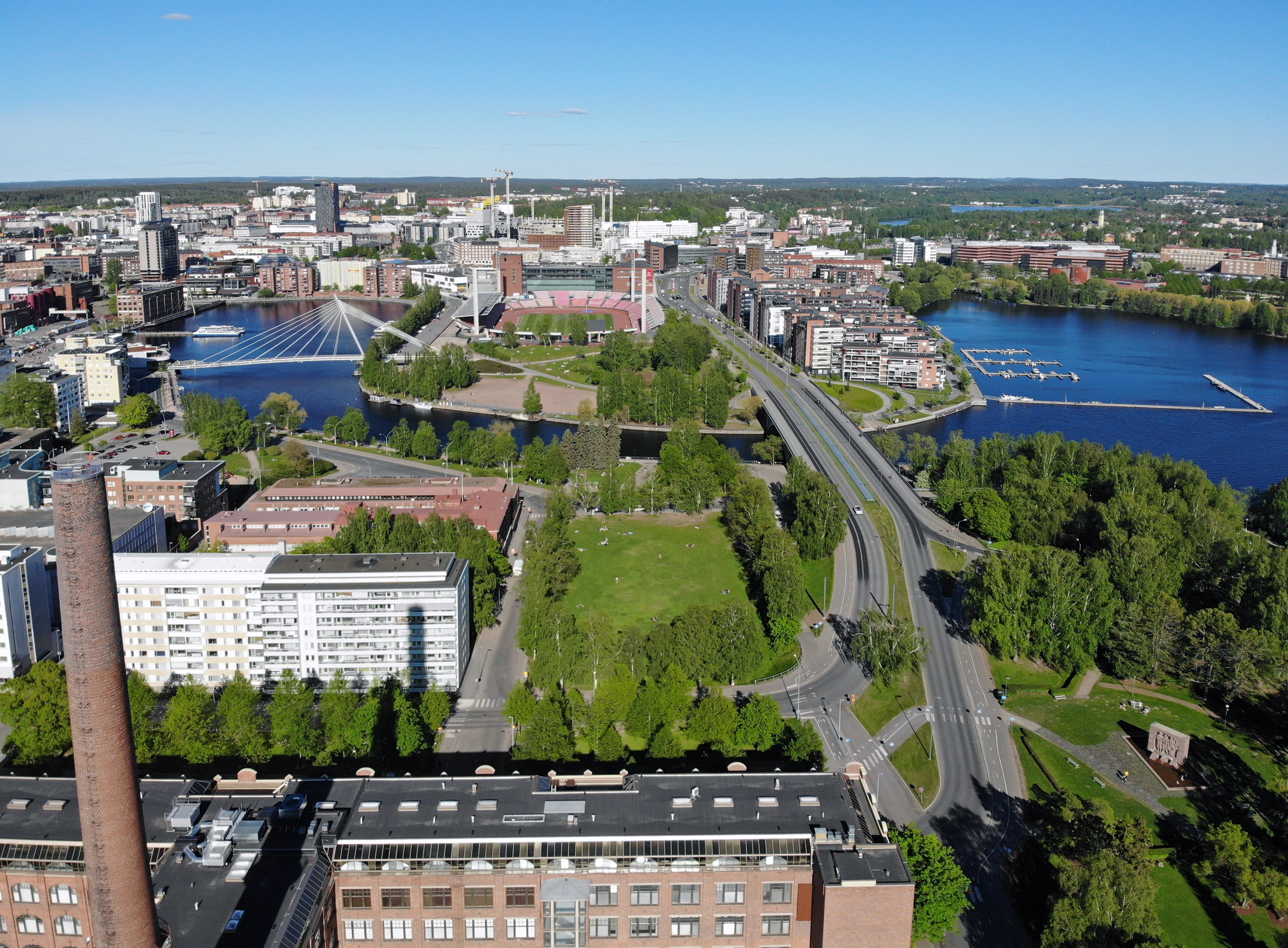
Ratinanniemi.